# 荒川岳士
荒川 岳士（あらかわ たけし、1974年6月22日 - ）は栃木県の陸上競技選手。100m、200mで活躍した。
1991年に高校2年生ながらインターハイ短距離2冠。特に100mは当時高校歴代2位、日本歴代3位、バルセロナ五輪のA標準を突破する10秒30の好タイムだった。同年国体でも10秒34で優勝、さらに同年東京で開催された第3回世界陸上競技選手権大会の開会式にて最終炬火ランナーを務め、将来の日本短距離界を背負って立つスプリンターとして期待された。連覇を狙った翌年のインターハイでは春先の疲労骨折のため県予選で欠場となってしまい、夢は断たれてしまった。しかし、同年の韓国ソウルで開催された第4回世界ジュニア陸上競技選手権大会では同種目において日本人史上初めて決勝に進出し、7位に入賞した。そして高校最後、3連覇を狙った国体では春先の疲労骨折の影響により100分の2秒差で2着に敗れた。
早稲田大学進学後、短距離王国早稲田大学競走部の復活を期待されたが、1年目に右足疲労骨折の手術の際、骨髄炎を併発し長期の入院を余儀なくされた。その後、懸命のリハビリを重ねたが、在学4年間主だった活躍は残していない。早稲田大学競走部同級生には、アテネ五輪100m、4×100mリレー代表の土江寛裕がいる。
現在は全日本空輸に勤務。総合職客室系としてフライトアテンダントとしても活躍し、一時CAを目指す人の必読書「スチュワーデスマガジン」の表紙を飾ったことがある。

## 主な成績
- 1989年
  - 全日本中学校陸上競技選手権大会100m第3位（10秒98）
  - 全日本中学校陸上競技選手権大会200m優勝（22秒12）
- 1990年
  - 国体100m優勝（10秒51=大会新）
  - 日本室内陸上競技大阪大会60m予選にてベン・ジョンソンに勝利。これは日本人では初めての快挙であった。
- 1991年
  - 全国高校総体100m、200m優勝（10秒30=当時大会新、21秒68）
  - 国体100m優勝（10秒34）
- 1992年
  - 世界ジュニア陸上選手権100m7位（10秒70）
  - 国体100m第2位（10秒62）

## 年代別ベスト
- 高校3年 100m-10秒48（1992年）
- 高校2年 100m-10秒30（1991年8月3日）:高2歴代4位
- 高校1年 100m-10秒51（1990年10月22日）：高1歴代5位